# Heinz Quindeau
Heinz Quindeau (* 28. August 1933 in Ludwigshafen am Rhein) ist ein ehemaliger deutscher Fußballschiedsrichter.
Quindeau leitete 80 Spielbegegnungen in der höchsten deutschen Spielklasse, wobei er sein Debüt am 4. April 1970 (30. Spieltag) beim 1:0-Heimsieg des MSV Duisburg über Eintracht Braunschweig gab.
Seine letzte Bundesligabegegnung leitete er am 24. Mai 1980 (33. Spieltag) beim 3:2-Heimsieg von Bayer 05 Uerdingen über Eintracht Frankfurt.
In der Saison 1973/74 kam erstmals die Gelbe Karte zur Ahndung von Regelverstößen zur Anwendung. Quindeau machte davon erstmals am 11. August 1973 (1. Spieltag) beim 3:1-Sieg des FC Bayern München im Heimspiel gegen Fortuna Düsseldorf Gebrauch; es traf den Bayernspieler Georg Schwarzenbeck und den Düsseldorfer Dieter Brei. Seine Schiedsrichterkollegen bedienten sich der Gelben Karte in den restlichen acht Spielbegegnungen insgesamt 13 Mal; lediglich in den Begegnungen Borussia Mönchengladbach – Fortuna Köln und MSV Duisburg – Hannover 96 wurden keine Spieler verwarnt.